# Fayette County, West Virginia
Fayette County är ett county i södra delen av delstaten West Virginia, USA. År 2010 hade countyt 46 039 invånare. Den administrativa huvudorten (county seat) är Fayetteville. 

## Geografi
Enligt United States Census Bureau har countyt en total area på 1 731 km². 1 720 km² av den arean är land och 11 km² är vatten.

### Angränsande countyn
- Nicholas County - nord
- Greenbrier County - öst
- Summers County - sydost
- Raleigh County - syd
- Kanawha County - väst

## Städer och samhällen
- Ansted
- Fayetteville
- Gauley Bridge
- Meadow Bridge
- Montgomery (del av staden i Kanawha County)
- Mount Hope
- Oak Hill
- Pax
- Smithers (del av staden i Kanawha County)
- Thurmond